# Esquizofrenia incipiente

## Semiología de la Esquizofrenia según Klaus Conrad

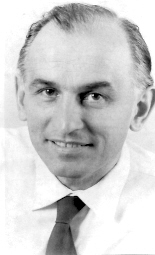
Klaus Conrad, 19 de junio de 1905 - 5 de mayo de 1961.

Klaus Conrad fue un psiquiatra alemán que pudo describir con gran precisión distintas fases de la Esquizofrenia. En su obra "La Esquizofrenia Incipiente" (1958) describe 5 fases en el desarrollo de la psicosis: trema, apofanía, anastrofé, apocalipsis y residuo. Estas etapas no se cumplen necesariamente en todas las personas, a veces se subsumen dos en una sola o el paciente se detiene en medio del desarrollo, lo que implica que el cuadro no alcanza a cronificarse.
Estas fases pudieron ser vistas en soldados alemanes que siendo jóvenes fueron desbordados por la tensión de la Segunda Guerra Mundial y él los atendía en la retaguardia. El paradigma de aquel entonces estaba en torno al Vivenciar de Karl Jaspers (Perspectiva Fenomenlógica-Existencial con modelo Fenomenología Descriptiva Comprensiva) y el psiquiatra Kurt Schneider (Perspectiva Psicopatologìa Fenomenológica con modelo Clínico Fenomenológico). Conrad tiene una perspectiva unitaria del delirio y su modelo es Dinámico-Evolutivo, por ello las fases y la conceptualización de incipiente.

## Vigencia
Al tratarse de semiología la vigencia va más allá de paradigmas actuales sobre la concepción, clasificación y tratamientos de la Esquizofrenia. Klaus Conrad es parte de la formación en Psiquiatría y Psicología en diferentes universidades de Argentina, Brasil, Chile, España y diversos grupos inclinados a los aspectos semiológicos más que estadistícos del DSM (DSM IV).

## Fase 1: Trema (El Temblor) o Esquizofrenia Simple
Aunque"trema" podría traducirse como "temblor", la situación vivida por el paciente podría también describirse como una escena teatral y de hecho, algunos autores han señalado que la experiencia vivida por el paciente es similar a la que vive el actor antes de salir a escena: un estado de tensión e incertidumbre, que algo tendrá lugar pero cuyo resultado final es incierto. En esta etapa, está en cuestionamiento "nada más ni nada menos que la propia existencia" (Conrad pág. 33)
Esta experiencia de lo inminente y a la vez desconocido, ha sido llamada por Conrad humor delirante (Wahnstimmung), aunque su concepción difiere un tanto de la que han planteado autores como Janzarik, Schneider, Klosterkötter entre otros. 
En una descripción muy sencilla dice que es el "Grado Patológico de los rasgos de la edad del pavo", refiriéndose a la edad de la adolescencia en grado patológico hasta aún fuera de dicha edad. El Tema es comúnmente asociado a la Hebefrenia (del griego hebe, juventud, y phren, mente).
Marca también una característica distintiva, la Desafectivización.
El "Temblor" es una vivencia de que algo va a pasar en forma inminente (similar concepto al Aura en la Epilepsia) y crece una fuerte tensión interna.
Se pueden ver conductas sin sentido, depresión, desconfianza y Humor o Temple Delirante

### Conductas Sin Sentido
Hay una tensión en el campo de la persona y de golpe se desencadena con una reprimenda u otro disparador. De allí la conducta a tomar puede ser una afirmación alegre (placentera) o displacentera. También se reacciona al disparador con un Paso al acto.
Allí el campo sufre un daño, una pequeña destrucción que pasa de ser no darse cuenta de un aspecto del campo o negar un punto del campo que el resto advierte.
Para citar un ejemplo: un soldado quería entregar personalmente una carta a Adolf Hitler en persona. El soldado no distinguía en su ser que es algo que era imposible realizar ya que el sentido común y la seguridad determinaban que lo correcto era enviar la carta por correo. Esta vía de negar un punto del campo que el resto advierte es una reacción generalmente alegre.
El no darse cuenta de un aspecto del campo es algo personal, un aspecto negado de algo en la persona y por lo cual no lo distingue y lo hace participar de la determinación de sus actos.
En las conductas sin sentido se pueden dar hechos como los que realizaría un piromaníaco de encender algo y huir. Quizás este es uno de los ejemplos más comunes de las conductas sin sentido ya que no puede explicar por qué ha causado el incendio.

### Depresión
Ocasionalmente hay depresión, caracterizada por una vivencia tediosa, angustia y fuerte culpa.
En el ambiente la persona se siente distinta, aislada, "del otro lado del río" a causa de una culpa y que no puede volver a la otra orilla porque está confinado (generalmente bajo la idea de autodeterminación o castigo ético). Repentinamente puede suceder una autoacusación. Hay también un fracaso en la voluntad y lo que hoy llamamos Depresión Endógena.

### Desconfianza
La persona comienza a presumir que nada es natural, que las cosas se dan con algún patrón que el desconoce, de por sí la persona no se siente trascendente.

### Humor
La persona tiene la extraña sensación de que hay algo en el aire, no sabe que es, como que hay una influencia o alteración que todo lo penetra pero no sabe que es. Puede darse la situación en que la persona pregunta qué le pasa o que no sabe que es lo que sucede, también que le pueden estar ocultando algo. Hay mucha inseguridad ya que por sí mismo asegura no ver la diferencia.
En resumen se pierde la libertad y la causalidad personal. En la próxima fase sucederá el brote.

## Fase 2: Apofanía o Apofanica
La Apofanía es definida por Conrad como la experiencia de ver patrones o conocenciones en percepciones aleatorias o sin significado, "vista de conexiones sin motivo" acompañada de una "experiencia específica de dar anormalmente significados". Todas y cada una de las experiencias externas, antes ya vividas, adquieren una nueva significación, un carácter especial que la persona no puede definir. Lo anterior, debido a la estructura actual de campo y a la nueva significación de la personalidad.
Aquí se produce el delirio en sí mismo, surge la revelación tan preocupante del Trema. Surge la alucinación es la producción tras la fuerte retración libidinal del Trema y su posterior proyección al mundo exterior en el campo de la percepción. Generalmente las alucinaciones comienzan siendo auditivas, las visuales, olfativas y gustativas se ven en casos de mucho deterioro. Hay que considerar que cada brote psicótico deja déficit. 

### Percepción del Mundo Exterior
- Percepción Delirante

- Vivencia de que las cosas están dirigidas a él

- Conciencia de Significado difusa

### Percepción del Mundo Interior
- Sonorización del pensamiento (Alucinaciones Intrapsiquicas y Alucinaciones Auditivas)

- Vivencia de Influencia corporal (Alucinaciones Cenestésicas) Muchas veces reclaman sobre movimientos que no pueden dirigir o la adición o sustracción de órganos o elementos que les producen alguna influencia, generalmente se da cuenta de algún dispositivo de última tecnología que es implantado. A través de los tiempos los pacientes han citado telégrafos, faxes, microchips, microcomputadoras con WiFi etc).

- Difusión del Pensamiento. Cuando la persona cree que le roban, espían o pierde sus ideas o conocimientos principalmente por una influencia externa similar a lo explicado en la influencia corporal.

Vivencia de Inspiración
Un ejemplo de las percepciones del mundo exterior e interior son fácilmente vistas (aunque exageradas) en la película A Beautiful Mind. Las explicaciones son delirios bien sistematizados (es decir, con mínima coherencia ya que son explicaciones forzadas) y de contenido paranormal, conspirativo o religioso.

## Fase 3: Anástrofe
Se llama Giro Anástrofico (Anástrofe) a la revelación y las consecuencias en el actuar de la persona ya que toda la producción del delirio tiene referencia a él. El mundo interno y externo son vistos en forma Paranoide en gran cantidad de casos.

## Fase 4: Apocalipsis
En esta fase hay una gran pérdida del potencial volitivo de la persona, una pérdida de la energía vital y psíquica en la cual puede llegar a la Catatonía. 
En esta fase la persona es aturdida porque los elementos de la realidad adquieren todo sentido posible y simultáneo.

## Fase 5: Residuo
Es una fase en la cual el delirio esta Encapsulado, es decir que queda un aspecto de la realidad distorsionado pero que el paciente admite y logra entender del propio delirio. Esto no significa una rehabilitación ya que si la encapsulación del delirio es extensa no se podrá organizar suficientemente bien para la re-socialización.